# Fillochinone monoossigenasi (2,3-epossidante)
La fillochinone monoossigenasi (2,3-epossidante) è un enzima appartenente alla classe delle ossidoreduttasi, che catalizza la seguente reazione:
fillochinone + AH2 + O2 ⇄ 2,3-epossifillochinone + A + H2O